# Estación de Pedrosa
Pedrosa es una estación ferroviaria situada en el municipio español de Merindad de Valdeporres, en la provincia de Burgos, comunidad autónoma de Castilla y León, comarca de Las Merindades. Forma parte de la red de ancho métrico de Adif, operada por Renfe Operadora a través de su división comercial Renfe Cercanías AM. Cuenta con servicios regionales de la línea R-4f, que une Léon con Bilbao. En 2021 la estación registró la entrada de 1275 usuarios, correspondientes a los servicios regionales de Media Distancia.

## Situación ferroviaria
La estación se encuentra situada en el punto kilométrico 218,7 de la línea férrea de ancho métrico de La Robla y León a Bilbao (conocido como Ferrocarril de La Robla), entre las estaciones de Dosante Cidad y Sotoscueva, a 681,2 metros de altitud. El kilometraje es el histórico, tomando la estación de La Robla como punto de partida. El tramo es de vía única y no está electrificado. Según Adif, la denominación oficial de la línea a la que pertenece la estación es la 08-790 (Asunción Universidad-Aranguren).
La estación de Pedrosa se encuentra en la intersección del ferrocarril de La Robla y el Ferrocarril Santander-Mediterráneo, actualmente reconvertido en la vía verde de esta línea histórica. Desde Pedrosa, pues, se puede transitar por la vía verde hacia el Túnel de La Engaña o, en sentido contrario, hacia Calatayud, bien sea a pie o en bicicleta.

## Historia
La línea fue abierta al tráfico el 20 de julio de 1894, uniendo con esta apertura la línea entre Valmaseda y La Robla, e inaugurando la línea el 14 de septiembre de 1894. no quedando unida con Bilbao definitivamente hasta 1902. Forma parte de las estaciones originales de la línea.
Las obras y la explotación inicial de la concesión corrieron a cargo de la Sociedad del Ferrocarril Hullero de La Robla a Valmaseda, S.A. (que a partir de 1905 pasó a denominarse Ferrocarriles de La Robla, S.A.). En 1972, FEVE compró la compañía debido a la decadencia que padecía la línea, provocada por la falta de rentabilidad que sufrió la industria del carbón. Sin embargo, bajo el mandato de la empresa pública la explotación empeoró y la línea se cerró en 1991. Esta medida no fue bien aceptada por los vecinos de las zonas afectadas que pidieron su reapertura. A partir de 1993, la línea comenzó a prestar servicio por tramos y el 19 de mayo de 2003, merced a un acuerdo con la Junta de Castilla y León, se reanudó el tráfico de viajeros entre León y Bilbao.
El 1 de enero de 2013, se disolvió la empresa Feve en un intento del gobierno por unificar vía ancha y estrecha, encomendándose la titularidad de las instalaciones ferroviarias a Adif y la explotación de los servicios ferroviarios a Renfe Operadora, distinguiéndose la división comercial de Renfe Cercanías AM para los servicios de pasajeros y de Renfe Mercancías para los servicios de mercancías.

## La estación
Se encuentra situada al norte de la de la población. El andén, sobre el que se asienta el edificio de viajeros, se sitúa a la izquierda en kilometraje ascendente. Frente a él se sitúa la vía 1 (directa) y las vías derivadas 2 y 3, sin acceso a andenes, esta última añadida en los años 30. El edificio de viajeros es de dos alturas y cuatro vanos por costado y planta, siendo los inferiores de arcos de medio punto. Cuenta con una marquesina en toda la extensión de su fachada a las vías. Los lavabos, en el exterior, fueron rehabilitados tras la reapertura de la estación. En las inmediaciones de la estación y de la localidad se encuentra el cruce del ferrocarril de La Robla con el ferrocarril Santander-Mediterráneo. Concretamente, el ferrocarril de La Robla a su paso por Pedrosa de Valdeporres conecta dos veces el Santander-Mediterráneo. Uno de estos pasos a nivel conduce a la estación de Cidad-Dosante, parada término del SM hasta su clausura en 1985. El otro cruce sobrepasa el ramal que conduce al inconcluso túnel de La Engaña.

## Servicios ferroviarios

### Regionales
Los trenes regionales que realizan el recorrido León - Bilbao (línea R-4f) tienen parada en la estación. Su frecuencia es de 1 tren diario por sentido. En las estaciones en cursiva, la parada es discrecional, es decir, el tren se detiene si hay viajeros a bordo que quieran bajar o viajeros en la parada que manifiesten de forma inequívoca que quieren subir. Este sistema permite agilizar los tiempos de trayecto reduciendo paradas innecesarias.
Las conexiones ferroviarias entre Pedrosa y el resto de estaciones de la línea, para los trayectos regionales, se efectúan exclusivamente con composiciones de la serie 2700
| Línea | Origen/Destino   | Paradas intermedias | Destino/Origen |
| ----- | ---------------- | --- | -------------- |
|       | Bilbao Concordia | Amézola · Basurto Hospital · Zorroza-Zorrozgoiti · Iráuregui · Zaramillo · Sodupe · Aranguren · Aranguren-Apeadero · Zalla · Valmaseda · Arla-Berrón · Ungo-Nava · Mercadillo · Cadagua · Bercedo-Montija · Quintana · Espinosa de los Monteros · Redondo · Sotoscueva · Pedrosa · Dosante Cidad · Robredo Ahedo · Soncillo · Cabañas de Virtus · Arija · Llano · Las Rozas de Valdearroyo · Montes Claros · Los Carabeos · Mataporquera · Cillamayor · Salinas de Pisuerga · Vado-Cervera · Castrejón de la Peña · Villaverde-Tarilonte · Santibáñez de la Peña · Guardo-Apeadero · Guardo · La Espina · Valcuende · Puente Almuhey · Cerezal de la Guzpeña · Prado de la Guzpeña · La Llama de la Guzpeña · Valle de las Casas · Sorriba · Cistierna · La Ercina · Boñar · La Vecilla · Matallana · San Feliz · Asunción/Universidad · Ventas/San Mamés | León-Matallana |